# Ruffy Pál
Királyházai Ruffy Pál, Ruffy Pál Adalbert Balázs (Komáromcsehi, 1854. december 15. – Budapest, 1934. augusztus 25.) ügyvéd, szerkesztő, országgyűlési képviselő, az állami gyermekvédelem kiépítője.

## Élete
Édesapja, királyházai Ruffy Kálmán (1827–1874), édesanyja czeczei Mátéffy Borbála (1836–1903) volt. Jogi tanulmányait a budapesti egyetemen végezte, majd Bars vármegyében szolgált. 1895-től Bars vármegye alispánja lett, 1896-1903 között országgyűlési képviselő szabadelvű programmal. 1900-ban mint kormánybiztos az ország közigazgatási tanfolyamait szervezte. 1903-tól a gyermekmenhelyek országos felügyelője. Ettől kezdve kizárólag a gyermekvédelem ügyével foglalkozott. 1923-ban államtitkári címet kapott.
Az Országos Katolikus Patronázs Egyesület alelnöke és a Felvidéki Magyar Közművelődési Egyesület tagja volt. Felelős szerkesztője volt a Magyar Közigazgatás szaklapnak. Halálát szívizom-elfajulás okozta, a Fiumei úti sírkertben nyugszik. Felesége Szép Blanka (?-1922) volt.

## Művei
- 1895 A sertés javítása és hizlalása
- 1897 Közegészségügy és socialpolitika. A magyar orvosok és természetvizsgálók nagygyűlésének munkálatai 29, 46-61.
- 1899 Közigazgatás és szegényügy. A magyar orvosok és természetvizsgálók nagygyűlésének munkálatai 30, 659-677.
- 1900 Községi háztartás. Budapest.
- 1901 A gyermekvédelem Magyarországon. A magyar orvosok és természetvizsgálók nagygyűlésének munkálatai 31, 136-150.
- 1901 Bars vármegye gazdasági leírása.
- 1903 A társadalom a közigazgatásban. A magyar orvosok és természetvizsgálók nagygyűlésének munkálatai 32, 243-256.
- 1903 A társadalom a közigazgatásban. Természettudományi Közlöny 35, 639-640.
- 1903 A legújabb kor (1867-1897.). In: Bars vármegye.
- 1910 Nemzetellenes áramlatok. A magyar orvosok és természetvizsgálók nagygyűlésének munkálatai 35, 74-81.
- 1911 Staatlicher Säuglingsschutz. Berlin.
- 1914 Küzdelem a leánykereskedelem ellen. Budapest.
- 1920 A magyar gyermekvédelem. Katholikus szemle 34/6. 321-336.
- 1927 Elismerés. Néptanítók Lapja
- 1928 A magyar állami gyermekvédelem kialakulása. In: A huszonötéves állami gyermekvédelem emlékkönyve. Budapest, 249–253.